# Lamposaari (ö i Norra Savolax, Kuopio, lat 63,01, long 27,41)
Lamposaari är en ö i Finland. Den ligger i sjön Kallavesi (norra delen) och i kommunen Siilinjärvi i den ekonomiska regionen  Kuopio ekonomiska region  och landskapet Norra Savolax, i den centrala delen av landet, 300 km norr om huvudstaden Helsingfors. Öns area är 1,5 hektar och dess största längd är 190 meter i sydväst-nordöstlig riktning.